# 西蔵院 (春日部市)
西蔵院（さいぞういん）は、埼玉県春日部市にある真言宗豊山派の寺院。

## 歴史
創建年代は不明である。ただ同市赤沼の同宗派寺院「常楽寺」の末寺として創建されたことから、創建年は常楽寺の開山以降と推測される。
当院の檀家は常楽寺の檀家でもあり、寺院運営や年中行事は常楽寺で行なわれている。
境内には「えんま堂」があり、閻魔大王像が安置されている。本堂は地域住民の集会所として利用されている。

## 文化財
- 常楽寺の銅造阿弥陀如来坐像（春日部市指定有形文化財 平成23年3月29日指定）[2]

## 交通アクセス
- 路線バス香取神社入口停留所より徒歩4分。